# Meg LeFauve
Meg LeFauve, född 19 oktober 1969 i Warren i Ohio, är en amerikansk manusförfattare och filmproducent. Hon är mest känd för att ha skrivit manus till Pixarfilmerna Insidan ut och Den gode dinosaurien, där hon för den förstnämnda filmen blev nominerad till en Oscar för bästa originalmanus på Oscarsgalan 2016. Hon har också skrivit manus till den tidigare nämnda filmens uppföljare, Insidan ut 2, som har biopremiär i juni 2024.
LeFauve är gift med filmskaparen Joe Forte, med vilken hon har två söner vid namn Aidan och Julian.

## Filmografi (i urval)

### Film
- 2000 – Waking the Dead
- 2002 – The Dangerous Lives of Altar Boys
- 2015 – Insidan ut
- 2015 – Den gode dinosaurien
- 2016 – Hitta Doris
- 2018 – Superhjältarna 2
- 2019 – Captain Marvel
- 2020 – Framåt
- 2022 – Min fars drake
- 2024 – Insidan ut 2
- 2025 – The Twits

### TV
- 2010–2011 – Gigantic (TV-serie)